# Sint-Johannes de Doperkerk (Boskoop)
De Sint-Johannes de Doperkerk was een rooms-katholieke kerk aan de Reyerskoop in Boskoop in de Zuid-Hollandse gemeente Alphen aan den Rijn.
De parochie van Boskoop werd in september 1866 opgericht. In 1867 of 1868 werd de nieuw gebouwde kerk in gebruik genomen en gewijd aan Johannes de Doper. De architect was Theo Asseler. Het was een kleine driebeukige kerk in neoromaanse stijl, met een 40 meter hoge toren aan de voorzijde. De parochie groeide snel van 300 gelovigen in 1866 tot circa 1700 in 1904. De kerk was toen te klein geworden en werd door de architecten Albert Margry en Jozef Snikkers vergroot met een transept met zijkapellen en een priesterkoor. Het transept was hoger dan het schip. De kerk bood na de vergroting plaats aan 985 parochianen.
In de jaren 1960 bleek de kerk in een bouwvallige staat te verkeren. Restauratie werd overwogen, maar dit bleek vanwege de hoge kosten niet haalbaar. Daarop werd besloten een nieuwe kerk en kleinere kerk te bouwen aan de A.P. van Neslaan. De nieuwe kerk werd ontworpen door ir. R. Dijkema en bood plaats aan 570 gelovigen. Op een andere plaats in Boskoop zou dan een hulpkerk worden gebouwd, maar die plannen zijn nooit gerealiseerd. De eerste steen werd gelegd op 5 mei 1970 en op 31 januari 1971 kon de nieuwe kerk worden ingewijd. De oude kerk werd daarop gesloten en de inventaris verkocht. Het kerkgebouw verkeerde in 1968 al in een dusdanig slechte staat dat de toren verwijderd moest worden. De kerk zelf werd in 1974 afgebroken.

## Referentie
- Parochie Heilige Joannes de Doper Boskoop - Kerkgeschiedenis[dode link]